# Чайка (спектакль театра «Сатирикон»)
«Ча́йка» — спектакль Юрия Бутусова, поставленный им на сцене Театра «Сатирикон» имени Аркадия Райкина в 2011 году по пьесе А. П. Чехова.

## О спектакле
«Чайка» — четвертый спектакль Юрия Бутусова, поставленный им на сцене театра «Сатирикон» и второе обращение к пьесе «Чайка». Первый раз спектакль «Чайка» был поставлен им в 2008 году в Южной Корее.
В 2011 году Юрий Бутусов вернулся к пьесе, осмыслив её по-новому.
Спектакль вызвал множество откликов как среди профессионалов-театроведов, так и среди зрителей. Критики единодушно писали о высочайшем уровне актерской самоотдачи. Режиссер сам выходит на сцену в специально созданной им роли. Спектакль с неизменным успехом идёт в театре до настоящего времени.
Постановка ознаменовала собой начало нового этапа в творчестве Юрия Бутусова. В «Чайке» он реализовал принципы «нелинейного театра» (термин, введенный в театроведение самим режиссером).
Спектакль посвящен Валентине Караваевой.
Премьера спектакля состоялась 15 апреля 2011 года.
За постановку спектакля «Чайка» Юрий Бутусов стал лауреатом Российской национальной театральной премии «Золотая маска».
Спектакль был представлен в пяти номинациях: «Драма. Работа режиссера» «Лучший спектакль в драме, большая форма», «Лучшая работа художника», «Лучшая женская роль» (Агриппина Стеклова), «Лучшая мужская роль» (Тимофей Трибунцев).
В сентябре 2017 г. стартовали показы видеоверсии спектакля в США, Канаде и странах Европы в рамках проекта Stage Russia HD.

## Создатели спектакля
Режиссёр-постановщик: Юрий Бутусов
Художник: Александр Шишкин
Композитор: Фаустас Латенас
Свет: Анатолий Кузнецов
Звук: Екатерина Павлова

## Действующие лица и исполнители
Ирина Николаевна Аркадина — Полина Райкина
Ирина Николаевна Аркадина в 3-м действии, в сценах 3, 4, 5 — Лика Нифонтова
Константин Гаврилович Треплев, её сын — Тимофей Трибунцев
Константин Гаврилович Треплев в 4-м действии в сцене 4 — Антон Кузнецов
Константин Гаврилович Треплев в 4-м действии в сцене 5 — Денис Суханов
Константин Гаврилович Треплев в 4-м действии в сцене 6 — Артём Осипов
Петр Николаевич Сорин, её брат — Владимир Большов
Нина Заречная — Агриппина Стеклова
Нина Заречная в 4-м действии в сцене 4 — Марьяна Спивак, Дарья Урсуляк
Нина Заречная в 4-м действии в сцене 6 — Лика Нифонтова
Илья Афанасьевич Шамраев, управляющий у Сорина — Антон Кузнецов
Полина Андреевна, его жена — Лика Нифонтова
Маша его дочь — Марьяна Спивак, Дарья Урсуляк
Маша в 4-м действии в сцене 2 — Марина Дровосекова
Борис Алексеевич Тригорин, беллетрист — Денис Суханов
Евгений Сергеевич Дорн, врач — Артём Осипов
Семён Семёнович Медведенко, учитель — Антон Кузнецов
Девушка которая танцует — Марина Дровосекова
Яков — Сергей Бубнов
Монолог Треплева из 4 акта пьесы А. П. Чехова «Чайка» — Юрий Бутусов , Тимофей Трибунцев

## Пресса о спектакле
- Алёна Карась. «Бутусов поджёг «Чайку» «Российская газета», 26.04.2011
- Марина Шимадина. «Чайка» в «Сатириконе» OpenSpace.ru,22.04.2011
- Дина Годер. «Как пляска смерти»  Московские новости, 26.04.2011
- Наталия Каминская. «Дети Сатурна» Культура, 28.04.2011
- Ольга Егошина. «В границах нежности» «Экран и сцена», 15.05.2011
- Ильдар Сафуанов. «Сто пудов любви к театру» «Литературная Россия», 27.05.2011
- Ольга Галахова. «В Сатириконе играют в „Чайку“» РИА Новости, 10.06.2011
- Алла Шендерова. «Банда Треплева потрошит «Чайку» INFOX.ru, 20.06.2011
- Елена Мамчур. «Крики московских «Чаек» Петербургский театральный журнал,3 (65), 2011
- Марина Копылова. «В направлении любви…» «Страстной бульвар, 10», 2011, №1 – 141
- Галина Коваленко. «„Про это“, или В садах постмодернизма» «Страстной бульвар, 10», 2011, №2 – 142

## Гастроли
- 2012 — Новосибирск в рамках фестиваля «Золотая маска»  [5]
- 2015 — Сант-Пауло  (Бразилия) в рамках Международный театральный фестиваля  [6]